# Passeport de l'Artsakh
Le passeport de la république de l'Artsakh est/était délivré aux citoyens de l'Artsakh pour voyager hors de leur république non internationalement reconnue d'Artsakh. Ils sont également utilisés comme preuve d'identité au sein du pays. Les passeports de la République d'Artsakh sont délivrés sur la base des amendements à la Constitution de l'Artsakh de 2006.

## Apparence
Un passeport artsakhiote ordinaire est rouge foncé, avec les armoiries de la République d'Artsakh, ornées d'or au centre de la couverture. Il est presque identique au passeport arménien. Les mots « République d'Artsakh » (arménien : Արցախի Հանրապետություն) et « Passeport » (arménien : Անձնագիր) en arménien et en anglais apparaissent également sur la couverture. Le passeport est valable 10 ans à compter de la date de délivrance, le contenu du passeport est en arménien et en anglais.

## Voyage et reconnaissance
En raison du statut non reconnu de l'État, le passeport n'est pas légalement reconnu par la communauté internationale et il n'est utilisé qu'à l'intérieur des frontières de l'Artsakh et de celles de trois autres États post-soviétiques contestés ; l'Abkhazie, l'Ossétie du Sud et la Transnistrie, comme tous les membres de la Communauté pour la démocratie et les droits des nations, ont accepté d'abolir les exigences de visa pour leurs citoyens. En outre, les citoyens de l'Artsakh peuvent voyager sans visa vers l'Arménie voisine.
L'Artsakh autorise la double nationalité et, par conséquent, un certain nombre de réfugiés arméniens syriens ont obtenu un passeport pour l'Artsakh lorsqu'ils ont immigré en 2012.

## Voir également
- Passeport arménien
- Relations extérieures de l'Artsakh
- République d'Artsakh
- Statut politique de l'Artsakh
- Politique des visas d'Artsakh
- Exigences de visa pour les citoyens de l'Artsakh